# Felix Cove
Felix Cove is een plaats in de Canadese provincie Newfoundland en Labrador. Het gehucht ligt aan de westkust van Newfoundland en maakt deel uit van de gemeente Port au Port West-Aguathuna-Felix Cove.

## Geschiedenis
Het gehucht dankt zijn naam aan Harold Felix, een Franse visser die zich er rond 1850 als eerste vestigde. Hoewel de eerste inwoners Fransen waren, kwamen er na verloop van tijd ook Engelsen en Schotten in Felix Cove wonen.
In 1970 werd de tot dan toe gemeentevrije plaats ondergebracht in de nieuw opgerichte gemeente Port au Port West-Aguathuna-Felix Cove.
Begin 21e eeuw telde Felix Cove 15 à 20 huishoudens.

## Geografie
Felix Cove ligt in het zuiden van het schiereiland Port au Port aan de oevers van St. George's Bay. De plaats is gelegen aan provinciale route 460 en ligt ten westen van Port au Port West, ten zuiden van Aguathuna en ten oosten van Campbells Creek.
Het dorp beslaat tezamen met het gehucht Man of War Cove het zuiden en zuidwesten van de gemeente Port au Port West-Aguathuna-Felix Cove.